# Floarea Liceică-Rădulescu
Floarea Liceică-Rădulescu (n. 3 octombrie 1945, comuna Drăgoești, România) este o regizoare, scenaristă și realizatoare de filme de animație românească, recunoscută pentru contribuția sa importantă la dezvoltarea animației stop-motion și a filmelor cu păpuși. A fost membră a Asociației Cineaștilor din România (ACIN) și a activat, în special, în cadrul Studioului Animafilm din București..
Floarea Liceică-Rădulescu face parte din generația de regizori și animatori români care au contribuit la ceea ce mulți critici numesc epoca de aur a animației românești. Prin atenția pentru detalii vizuale, creativitatea scenariilor și abordarea tehnicii stop-motion cu păpuși, regizoarea a influențat modul în care animația educativă a fost percepută în România anilor ’70 și ’80.
Creațiile sale au făcut parte din repertoriul Studioului Animafilm, alături de operele altor mari animatori români, și rămân relevante pentru istoria filmului de animație autohton.

## Filmografie
- Șoricelul fotograf (1981)
- Întâmplări de Anul Nou (1982)
- Poveste cu păpuși – serial de animație, realizat împreună cu Isabela Petrașincu (episoade creditate Floarei Liceică includ: „Licuriciul supărat” (1983), „Nu haina face pe om” (1984), „Primii prieteni” (1984))
- Miracolul muncii (1985)

## Premii
- 1982 - Premiul ASIFA (Asociația Internațională a Filmului de Animație) pentru filmul Întâmplări de Anul Nou.
- 1984 – Premiul III „Cântare României” pentru serialul Povești cu păpuși.